# چسنک
چِسنِک (به مجاری:  Csesznek) یک شهرداری در مجارستان است که در ناحیه زیرتس واقع شده‌است. چسنک ۲۴٫۲۰ کیلومتر مربع مساحت و ۵۶۴ نفر جمعیت دارد.